# Erik Steffensen
Erik Steffensen (født 20. marts 1961) er en dansk fotograf, maler og forfatter. 
Erik Steffensen har været ansat som professor ved Det Kongelige Danske Kunstakademi.

## Eksterne links
- Portræt på KunstOnline.dk Arkiveret 1. juli 2007 hos  Wayback Machine
- Erik Steffensen: Reading a Poem, Reading a Tree channel.louisiana.dk hentet 30. september 2021